# International Motor Sports Association

Logo

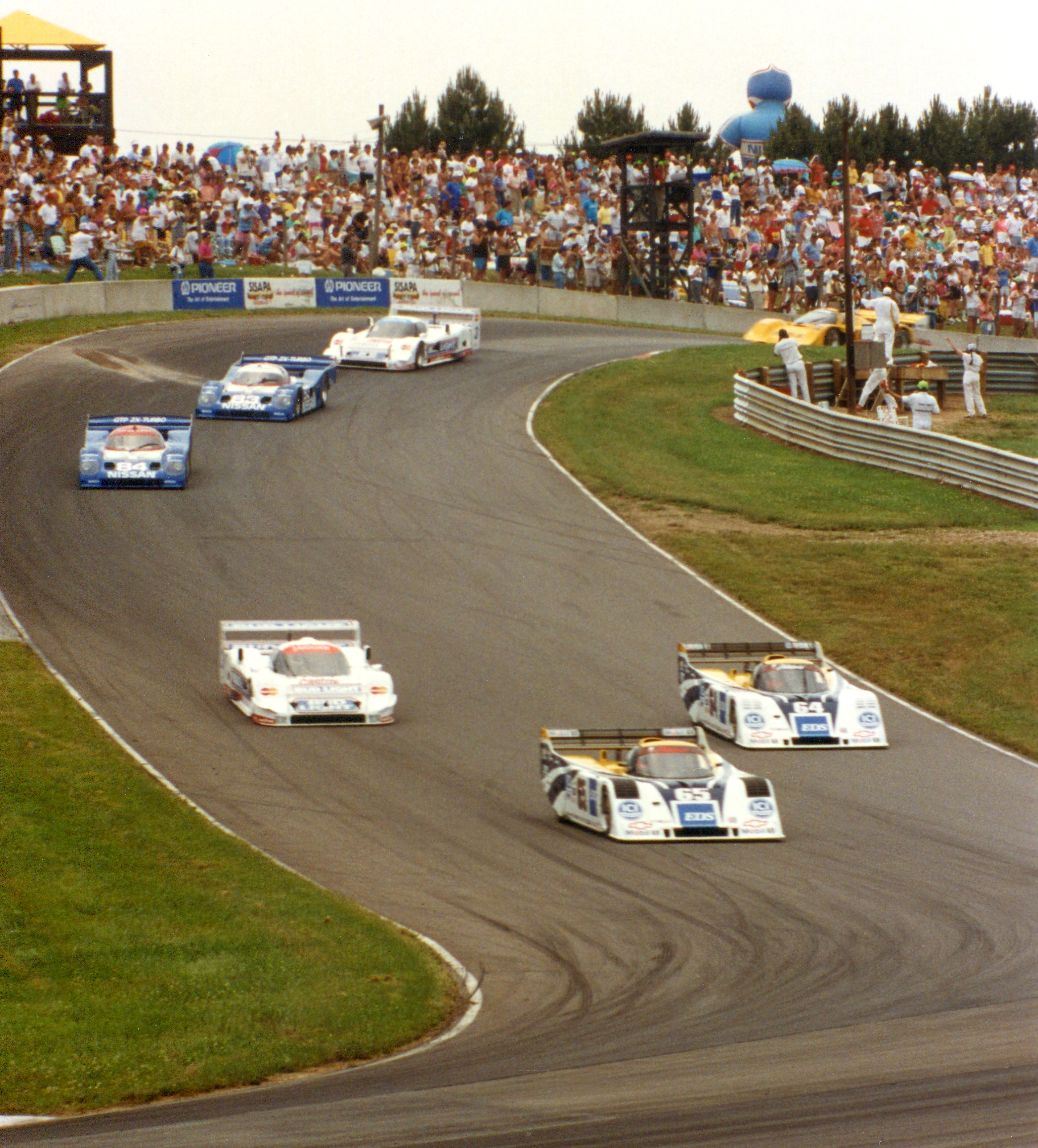
Campeonato IMSA GT

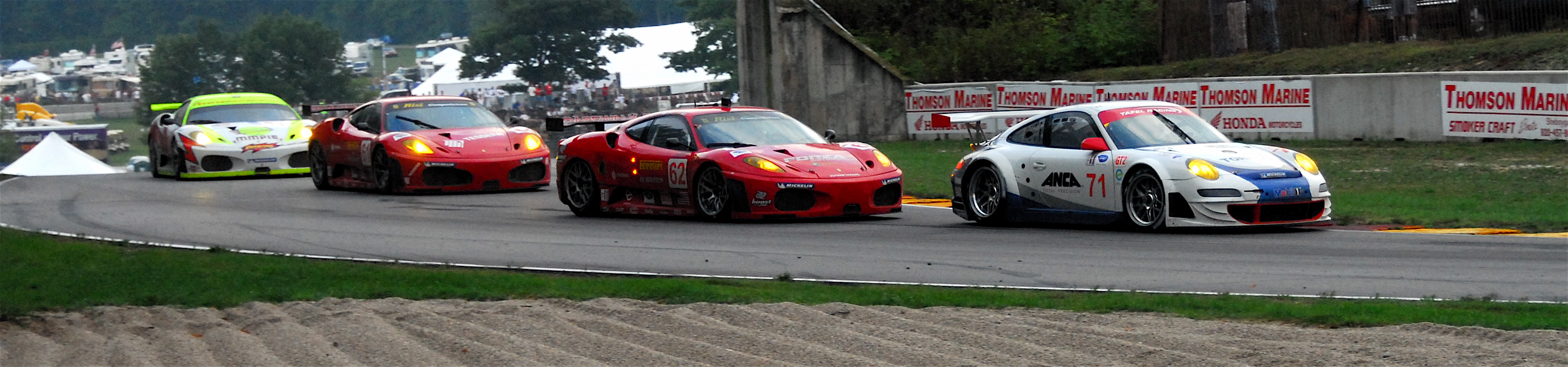
American Le Mans Series

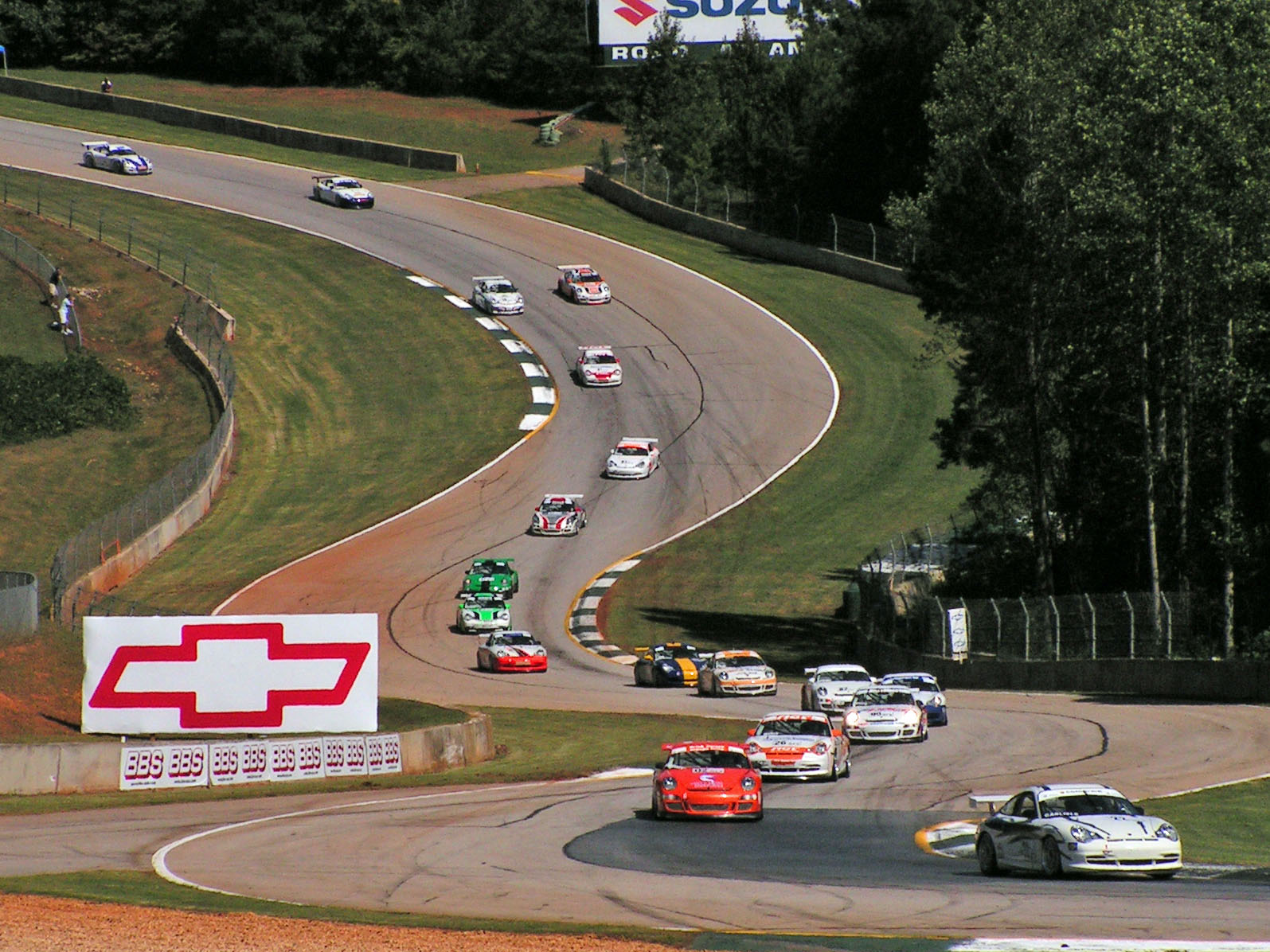
IMSA GT3 Cup Challenge

La International Motor Sports Association (IMSA, Asociación Internacional del Deporte Motor) es una empresa que ha organizado y fiscalizado numerosos campeonatos de automovilismo de velocidad en América del Norte desde el año 1969. Se destaca por sus competiciones profesionales de automóviles deportivos, que abarcan el Campeonato IMSA GT desde 1971 hasta 1998, la American Le Mans Series desde 1999 hasta 2013, y United SportsCar Racing a partir de 2014, además de carreras de resistencia clásicas tales como las 24 Horas de Daytona, las 12 Horas de Sebring y Petit Le Mans.

## Historia
John Bishop, director ejecutivo del Sports Car Club of America en la década de 1960, dejó su puesto en 1969 luego de que los dirigentes de la CanAm y la Trans-Am exigieran mayor poder de decisión. Bill France Sr., dueño de la NASCAR, lo contrató para fundar ese mismo año la IMSA, que organizaría campeonatos profesionales de automovilismo.
Luego de experimentar con carreras de monoplazass, en 1971 se comenzó a disputar el Campeonato IMSA GT, con el mismo reglamento técnico que el Campeonato Mundial de Resistencia. El certamen incorporó en 1973 las 12 Horas de Sebring, que había formado parte del Campeonato Mundial de Resistencia durante dos décadas. En 1975 se añadió las 24 Horas de Daytona, la cual continuó en el Campeonato Mundial de Resistencia hasta 1991.
En 1989, la familia Bishop vendió la IMSA, la cual cambió de dueño repetidamente a lo largo de la década de 1990. En 1998, un grupo de dueños de equipo se escindió de la IMSA y revivió el United States Road Racing Championship, que en 2000 se transformó en la Grand-Am Rolex Sports Car Series, ahora bajo el control de Jim France y contando con las 24 Horas de Daytona como carrera principal.
El Campeonato IMSA GT se disputó por última vez en 1998. En octubre de ese año, el empresario Don Panoz organizó la primera edición de Petit Le Mans, con la colaboración de la IMSA y el Automobile Club de l'Ouest, responsable de las 24 Horas de Le Mans. Panoz inauguró en 1999 la American Le Mans Series, incluyendo en el calendario a las 12 Horas de Sebring y Petit Le Mans. La organización de la American Le Mans Series recuperó la antigua denominación IMSA en 2001.
La Grand-Am Rolex Sports Car Series y la American Le Mans Series convivieron durante una década, la primera priorizando la paridad y la reducción de costos, y la segunda fomentando el desarrollo tecnológico y la ecología. En 2012, los dueños acordaron fusionar los campeonatos para la temporada 2014 bajo la denominación United SportsCar Racing, incluyendo las 24 Horas de Daytona, 12 Horas de Sebring y Petit Le Mans en el calendario, y combinando la mayoría de las clases. La organización continuará utilizando el nombre IMSA.

## Otros campeonatos
Además del Campeonato IMSA GT, la American Le Mans Series y United SportsCar Racing, la IMSA ha organizado y fiscalizado diversos campeonatos de automovilismo de velocidad.
Desde su fundación en 1969, la IMSA comenzó a realizar carreras de turismos. En 1971 se fundó el IMSA Challenge, para automóviles deportivos económicos tales como el AMC Gremlin, Mazda RX-2, Mazda RX-3, Datsun 510 y Nissan 200SX. En 1985, el campeonato se convirtió en IMSA Showroom Stock y más tarde en el Campeonato de la IMSA de Resistencia, hasta su última temporada en 1998.
El American Challenge, para automóviles deportivos estadounidenses, se disputó desde 1977 hasta 1989. IMSA también fiscalizó la Copa Renault, un campeonato monomarca disputado primero con el Renault Le Car (Renault 5) y luego el Renault Alliance/Encore.
Desde 1991 hasta 1995, la IMSA organizó el IMSA Supercar, un campeonato compuesto por carreras de 30 minutos para gran turismos tales como el Chevrolet Corvette, Porsche 911, Mazda RX-7, Nissan 300ZX y Lotus Esprit. El certamen atrajo a figuras tales como Hans-Joachim Stuck, Hurley Haywood, Elliot Forbes-Robinson y Paul Newman, aunque la grilla la completaban amateurs.
Durante la época de la American Le Mans Series, la empresa Panoz realizó una monomarca con sus Panoz Esperante. Originalmente, el campeonato se denominaba Women's Global GT Series, y pretendía convertirse en el principal certamen de automovilismo femenino, con la colaboración de la expiloto Lyn St. James. La categoría atrajo a las profesionales Giovanna Amati, Divina Galica y Shawna Robinson, además de numerosas amateurs. El campeonato abandonó dicha línea para la temporada 2001, y se dejó de disputar tiempo después.
En 2005 comenzó a fiscalizar el IMSA GT3 Cup Challenge, la versión estadounidense de la Copa Porsche Carrera, un campeonato monomarca disputado con el Porsche 911. En 2011 se añadió un segundo campeonato específico para Canadá. La IMSA también ha fiscalizado un campeonato de sport prototipos para amateurs en 2006, denominado inicialmente IMSA Lites y luego IMSA Prototype Lites.
La IMSA fiscalizó también campeonatos juveniles de monoplazas: la Star Mazda desde 1999 hasta 2010, la Fórmula BMW desde 2004 hasta 2009, y la Fórmula Atlantic en 2008 y 2009.
Ante la creación de United SportsCar Racing y la fusión de la IMSA y la Grand-Am, la nueva IMSA se encargará de fiscalizar United SportsCar Racing, el Continental Tire Sports Car Challenge, el IMSA GT3 Cup Challenge, la IMSA Prototype Lites y el nuevo Lamborghini Super Trofeo. Por otra parte, la IMSA está realizando gestiones para realizar un campeonato de turismos con el mismo reglamento del Deutsche Tourenwagen Masters y el Super GT Japonés.